# Vignols

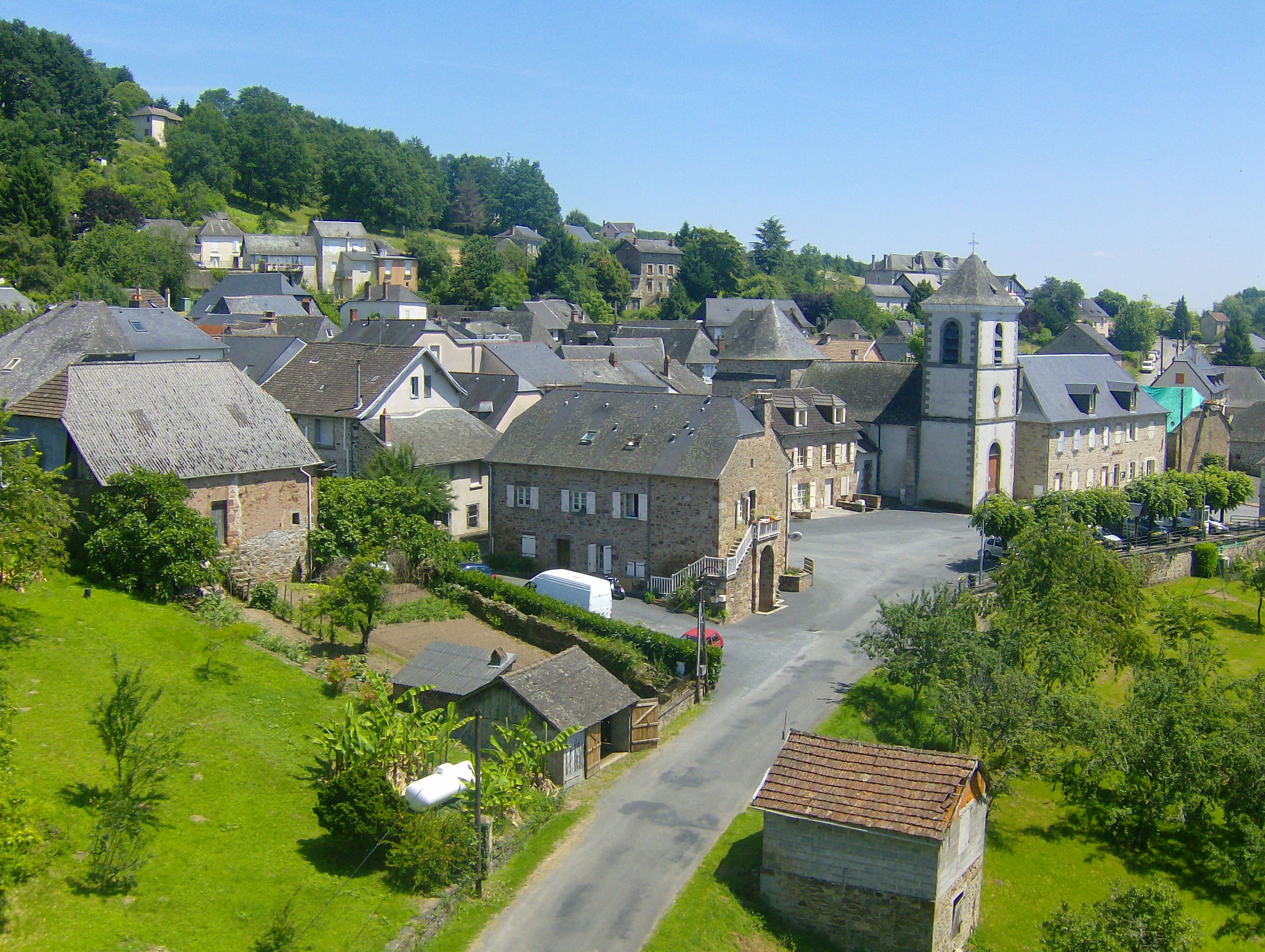
Vignols gezien vanaf het viaduct

Vignols is een gemeente in het Franse departement Corrèze (regio Nouvelle-Aquitaine) en telt 578 inwoners (2004). De plaats maakt deel uit van het arrondissement Brive-la-Gaillarde.

## Geografie
De oppervlakte van Vignols bedraagt 15,3 km², de bevolkingsdichtheid is 37,8 inwoners per km².
De onderstaande kaart toont de ligging van Vignols met de belangrijkste infrastructuur en aangrenzende gemeenten.

## Demografie
Onderstaande figuur toont het verloop van het inwonertal (bron: INSEE-tellingen).